# محمد السبيعي (لاعب كرة قدم مواليد 1995)
محمد ناصر السبيعي لاعب كرة قدم سعودي ، يلعب في خط الوسط في نادي الساحل.

## مسيرة اللاعب
بدأ السبيعي مسيرته في فريق شباب الاتفاق. في 12 أغسطس 2016 ، انضم السبيعي إلى نادي النهضة على سبيل الإعارة لموسم 2016-2017. في 22 أبريل 2018 ، جدد السبيعي عقده مع الاتفاق لمدة 4 سنوات. في 29 مايو 2019 ، تم ايقافه بسبب المنشطات لمدة سنة  و وقع مع نادي الرائد بعد انتهاء ايقافه. و بعدها لعب مع نادي الصفا ونادي الساحل.

## روابط خارجية
- محمد السبيعي على موقع Soccerway.com (الإنجليزية)